# The Longest Yard (2005)
The Longest Yard is een Amerikaanse film uit 2005. Het is een nieuwe versie van de gelijknamige film uit 1974.

## Verhaal
De film gaat over een gevangenis waarin Adam Sandler belandt als een ex-Americanfootballspeler. Hij gaat tegen zijn zin in een team op zetten van gevangenen die tegen de bewaarders een wedstrijd moeten gaan spelen, maar deze ook moeten verliezen zodat de gevangenisdirecteur in een goed licht komt te staan, dit is natuurlijk tegen zijn principes in. Niet meewerken levert hem echter de schuld van een moord op dus dat wordt een harde wedstrijd met een verrassend einde.

## Rolverdeling
- Adam Sandler – Paul Crewe
- Burt Reynolds – Nate Scarborough
- Chris Rock – Farrell "Caretaker"
- Nelly – Earl Meggett
- Michael Irvin – Deacon Moss
- Bill Goldberg – Joey Battle
- Terry Crews – Cheeseburger Eddy
- Bob Sapp – Switowski
- Nicholas Turturro – Brucie
- The Great Khali – Turley
- Lobo Sebastian – Torres
- Joey Diaz – Big Tony
- Steve Reevis – Silent Bob
- David Patrick Kelly – Unger
- Tracy Morgan -Ms. Tucker
- Edward Bunker - Skitchy Rivers
- William Fichtner – Capt. Knauer
- Bill Romanowski – Guard Lambert
- Kevin Nash – Sgt. Engleheart
- Stone Cold Steve Austin – Guard Dunham
- Brian Bosworth – Guard Garner
- Michael Papajohn - Guard Papajohn
- Conrad Goode - Guard Webster
- Brandon Molale – Guard Malloy
- Todd Holland - Guard Holland
- James Cromwell – Warden Hazen
- Cloris Leachman – Lynette
- Rob Schneider – Punky